# The Boring Company
The Boring Company (TBC) is een Amerikaans infrastructuur- en tunnelbouwbedrijf van Elon Musk sinds december 2016. De huidige projecten zijn ontworpen voor intra-city. De Hawthorne-testtunnel kan Hyperloop-O&O ondersteunen en  de huidige tunnels worden gebouwd om de uiteindelijke overgang naar Hyperloop-gebaseerd transport op langere intercity-routes te ondersteunen.
Musk heeft problemen met het verkeer in Los Angeles en beperkingen met het huidige 2D-transportnetwerk aangehaald als inspiratie voor het project. The Boring Company werd oorspronkelijk opgericht in 2017 als een dochteronderneming van SpaceX en werd in 2018 een afzonderlijk en volledig onafhankelijk bedrijf. Vanaf december 2018 was 90% van de aandelen in handen van Musk, met 6% in handen van SpaceX als vergoeding van het gebruik van SpaceX-bronnen tijdens de eerste start van het bedrijf. Externe investeringen in 2019 hebben de verhoudingen veranderd.

## Manier van werken
Een van de doelen van The Boring Company is om sneller, goedkoper en slimmer tunnels te kunnen boren. Daartoe hebben ze hun eigen tunnelboor ontwikkeld. Het puin van het boren wordt door, met Tesla samen ontwikkelde, op accu’s rijdende treinen uit de tunnel gehaald en ter plekke tot betonblokken die op grote Legostenen lijken verwerkt die vervolgens worden verkocht zodat het niet tegen betaling hoeft te worden gedumpt.
The Boring Company wist zijn eerste testtunnel die in Hawthorne (Californië) bij het hoofdkwartier van SpaceX ligt in december 2018 te voltooien. De tunnel is ongeveer 1800 meter lang en de aanleg kostte 10 miljoen dollar.

## Maglev
The Boring Company wil een ondergronds transportsysteem voor auto’s ontwikkelen. Automobilisten rijden dan vanaf de openbare weg op een liftplateau waarop de auto vast wordt geklemd. Het plateau daalt dan af in de tunnels en wordt met behulp van maglev technologie op hoge snelheid naar de gewenste uitgang of lift van het tunnelsysteem vervoerd vanwaar de automobilist zijn weg kan vervolgen. Het is de bedoeling dat automobilisten hiermee het drukke bovengrondse verkeer in grote steden kunnen omzeilen.

## Loop

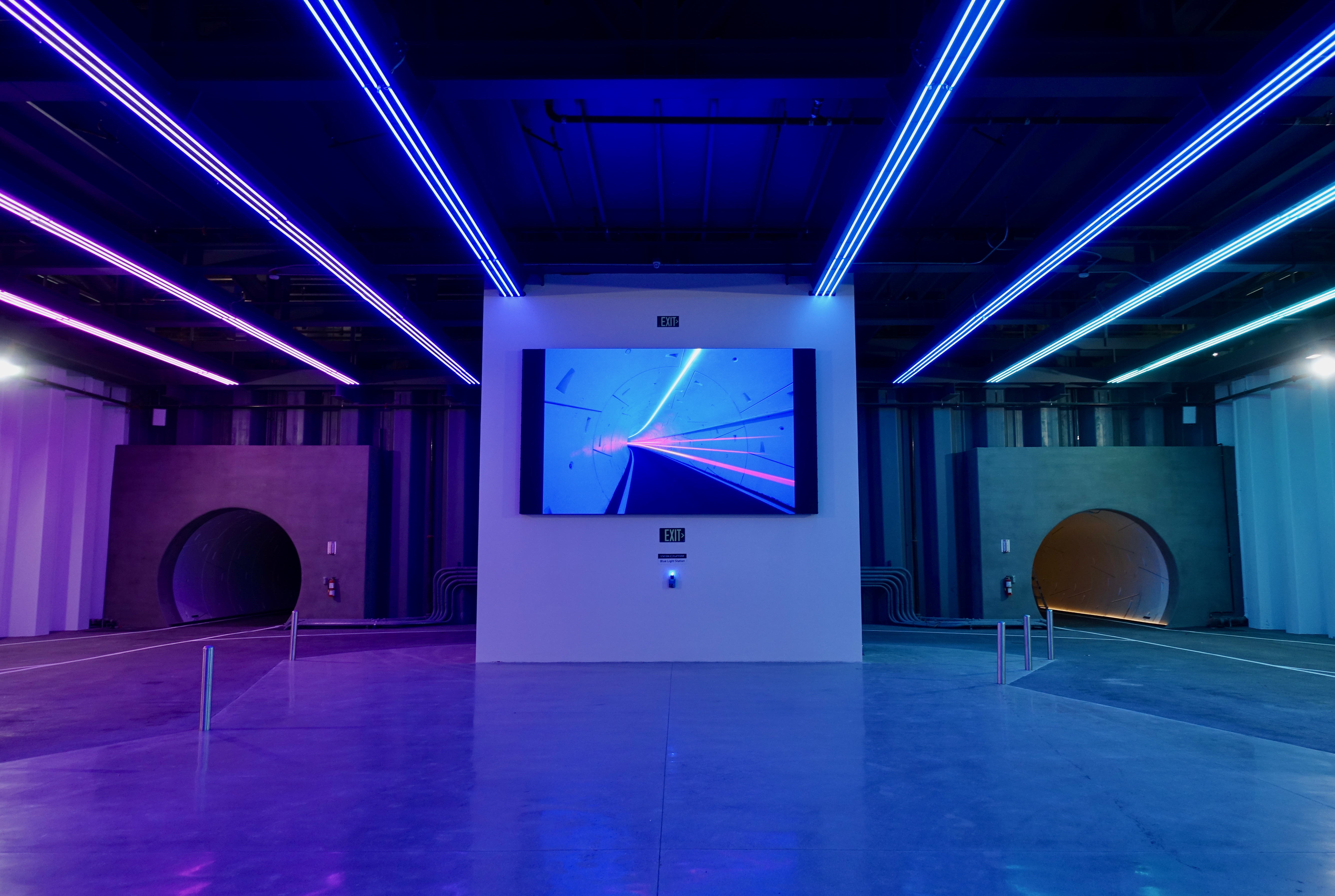
LVCC Loop

Loop is een OV-systeem met Tesla auto's (met chauffeur of automatische besturing) in tunnelbuizen met een standaarddiameter van 12 voet (3,66 meter), met normaal gesproken één tunnelbuis per richting. Een voorbeeld is het systeem bij het Las Vegas Convention Center.